# America’s Got Talent
America’s Got Talent – amerykańska wersja brytyjskiego talent show Got Talent. Program jest emitowany przez stacje NBC, a nagrodą dla zwycięzcy jest milion dolarów. Jak dotąd powstało 18 edycji programu. Program miał swoją premierę w 2006 roku, jednak dopiero od trzeciego sezonu nagrodę stanowi 1 milion dolarów oraz możliwość występu w Las Vegas Strip.
W Polsce czwartą edycję emitowała TV6 w 2011 r., a trzynastą (od grudnia 2018 r.) i czternastą (w 2020 r.) – telewizja WP. W czternastej edycji programu wystąpił Marcin Patrzałek z Kielc, dostając się do półfinału, z kolei w siedemnastej edycji programu wystąpiła Sara James z Ośna Lubuskiego, która dotarła do finału, gdzie zajęła miejsce poza czołową piątką.

## Sezony
| Sezon | Początek   | Koniec       | 1. miejsce                                       | 2. miejsce                                         | 3. miejsce                                         | Jurorzy                                                  | Prowadzący     |
| ----- | ---------- | ------------ | ------------------------------------------------ | -------------------------------------------------- | -------------------------------------------------- | -------------------------------------------------------- | -------------- |
| 1     | 21 VI 2006 | 17 VIII 2006 | Bianca Ryan (piosenkarka)                        | All That (grupa taneczna)                          | -                                                  | Piers Morgan Brandy Norwood David Hasselhoff             | Regis Philbin  |
| 1     | 21 VI 2006 | 17 VIII 2006 | Bianca Ryan (piosenkarka)                        | The Millers (piosenkarz-gitarzysta i harmonijkarz) | -                                                  | Piers Morgan Brandy Norwood David Hasselhoff             | Regis Philbin  |
| 2     | 5 VI 2007  | 21 VIII 2007 | Terry Fator (brzuchomówca, piosenkarz)           | Cas Haley (piosenkarz, gitarzysta)                 | Butterscotch (beatboxer, piosenkarz)               | Piers Morgan Sharon Osbourne David Hasselhoff            | Jerry Springer |
| 3     | 17 VI 2008 | 1 X 2008     | Neal E Boyd (śpiewak operowy)                    | Eli Mattson (piosenkarz, pianista)                 | Nuttin' But Stringz (skrzypkowie)                  | Piers Morgan Sharon Osbourne David Hasselhoff            | Jerry Springer |
| 4     | 23 VI 2009 | 16 IX 2009   | Kevin Skinner (piosenkarz)                       | Bárbara Padilla (śpiewaczka operowa)               | Recycled Percussion (perkusiści grający na złomie) | Piers Morgan Sharon Osbourne David Hasselhoff            | Nick Cannon    |
| 5     | 1 VI 2010  | 15 IX 2010   | Michael Grimm (piosenkarz)                       | Jackie Evancho (piosenkarka)                       | Fighting Gravity (taniec przy użyciu światła)      | Piers Morgan Sharon Osbourne David Hasselhoff            | Nick Cannon    |
| 6     | 31 V 2011  | 14 IX 2011   | Landau Eugene Murphy Jr. (piosenkarz)            | Silhouettes (grupa taneczna)                       | Team iLuminate (grupa taneczna używająca światła)  | Piers Morgan Sharon Osbourne Howie Mandel                | Nick Cannon    |
| 7     | 14 V 2012  | 13 IX 2012   | Olate Dogs (treser i psy)                        | Tom Cotter (komik)                                 | William Close (orkiestra)                          | Howard Stern Sharon Osbourne Howie Mandel                | Nick Cannon    |
| 8     | 4 VI 2013  | 18 IX 2013   | Kenichi Ebina (tancerz, mim)                     | Taylor Williamson (komik)                          | Jimmy Rose (piosenkarz)                            | Howard Stern Heidi Klum Mel B Howie Mandel               | Nick Cannon    |
| 9     | 27 V 2014  | 17 IX 2014   | Mat Franco (iluzjonista)                         | Emily West (piosenkarka)                           | AcroArmy (akrobaci)                                | Howard Stern Heidi Klum Mel B Howie Mandel               | Nick Cannon    |
| 10    | 26 V 2015  | 16 IX 2015   | Paul Zerdin (brzuchomówca)                       | Drew Lynch (komik)                                 | Oz Pearlman (mentalista)                           | Howard Stern Heidi Klum Mel B Howie Mandel               | Nick Cannon    |
| 11    | 31 V 2016  | 14 IX 2016   | Grace VanderWaal (wokalistka)                    | The Clairvoyants (mentaliści/magicy)               | Jon Dorenbos (magik)                               | Simon Cowell Heidi Klum Mel B Howie Mandel               | Nick Cannon    |
| 12    | 30 V 2017  | 15 VIII 2017 | Darci Lynne Farmer (brzuchomówczyni)             | Angelica Hale (piosenkarz)                         | Light Balance (grupa taneczna)                     | Simon Cowell Heidi Klum Mel B Howie Mandel               | Tyra Banks     |
| 13    | 29 V 2018  | 19 IX 2018   | Shin Lim (magik)                                 | Acrobatic Groups (grupa akrobacyjna)               | Brian King Joshep (wiolonczelista)                 | Simon Cowell Heidi Klum Mel B Howie Mandel               | Tyra Banks     |
| 14    | 28 V 2019  | 18 IX 2019   | Kodi Lee (piosenkarz)                            | Detroit Youth Choir (chór)                         | Ryan Niemiller (komik)                             | Howie Mandel Gabrielle Union Julianne Hough Simon Cowell | Terry Crews    |
| 15    | 26 V 2020  | 23 IX 2020   | Brandon Leake (poeta mówiony, mówca motywacyjny) | Broken Roots (duet muzyczny)                       | Cristina Rae (piosenkarka)                         | Howie Mandel Heidi Klum Sofía Vergara Simon Cowell       | Terry Crews    |
| 16    | 1 VI 2021  | 15 IX 2021   | Dustin Tavella (magik)                           | Aidan Bryant (akrobata)                            | Josh Blue (komik)                                  | Howie Mandel Heidi Klum Sofía Vergara Simon Cowell       | Terry Crews    |
| 17    | 31 V 2022  | 14 IX 2022   | Mayyas (tancerki)                                | Kristy Sellars (tancerka)                          | Drake Milligan (piosenkarz, gitarzysta)            | Howie Mandel Heidi Klum Sofía Vergara Simon Cowell       | Terry Crews    |
| 18    | 30 V 2023  | 27 IX 2023   | Adrian Stoica i Hurrican (treser i pies)         | Anna DeGuzman (magik)                              | Murmuration (grupa taneczna)                       | Howie Mandel Heidi Klum Sofía Vergara Simon Cowell       | Terry Crews    |
| 19    | 28 V 2024  | 24 IX 2024   |                                                  |                                                    |                                                    | Howie Mandel Heidi Klum Sofía Vergara Simon Cowell       | Terry Crews    |